# Peter Collins
Peter John Collins (Kidderminster, 6 novembre 1931 – Bonn, 3 agosto 1958) è stato un pilota automobilistico britannico, vincitore di 3 Gran Premi, morto dopo un incidente durante il Gran Premio di Germania 1958.

## Carriera
Collins è passato alla storia come il pilota che, nell'ultima gara del campionato, ha ceduto la sua vettura all'avversario diretto per la vittoria del mondiale. Accadde nel 1956: nell'ultimo GP, a Monza, il capitano della Lancia-Ferrari Juan Manuel Fangio fu costretto a ritirarsi per un problema meccanico, consegnando la leadership della corsa al rivale della Maserati Stirling Moss. Collins, compagno di squadra di Fangio, aveva anch'egli la chance di vincere il titolo in caso di successo a Monza, ma scelse di fermarsi ai box e cedere la vettura al suo caposquadra (all'epoca il regolamento lo consentiva), il quale concluse la gara brianzola al secondo posto conquistando così il suo quarto titolo iridato.
Questo gesto di sportività venne minimizzato dal pilota inglese, che affermò di avere ancora molte chance di vincere un titolo iridato essendo vent'anni più giovane del campione argentino.
Peter Collins morì due anni dopo senza mai aver conquistato un titolo mondiale in seguito ad un incidente sul circuito del Nürburgring: la sua vettura, una Ferrari 246 F1, uscì di strada alla curva Pflanzgarten, finendo in un fosso, capottandosi più volte ed infine urtando violentemente contro un albero dove Collins si fratturò il cranio. Spirò durante il tragitto verso l'ospedale di Bonn.
Collins venne sepolto nel cimitero parrocchiale di Santa Maria a Stone, nel Worcestershire.

## Risultati

### Risultati in Formula 1
| 1952 | Scuderia  | Vettura |     |  |     |   |     |    |  |    |  |  |  | Punti | Pos. |
| ---- | --------- | ------- | --- |  | --- | - | --- | -- |  | -- |  |  |  | ----- | ---- |
| 1952 | HW Motors | HWM 52  | Rit |  | Rit | 6 | Rit | NP |  | NQ |  |  |  | 0     |      |

| 1953 | Scuderia  | Vettura |  |  |   |     |    |     |  |  |  |  |  | Punti | Pos. |
| ---- | --------- | ------- |  |  | - | --- | -- | --- |  |  |  |  |  | ----- | ---- |
| 1953 | HW Motors | HWM 53  |  |  | 8 | Rit | 13 | Rit |  |  |  |  |  | 0     |      |

| 1954 | Scuderia      | Vettura         |  |  |  |  |     |  |  |   |    |  |  | Punti | Pos. |
| ---- | ------------- | --------------- |  |  |  |  | --- |  |  | - | -- |  |  | ----- | ---- |
| 1954 | GA Vandervell | Vanwall Special |  |  |  |  | Rit |  |  | 7 | NP |  |  | 0     |      |

| 1955 | Scuderia                                           | Vettura       |  |  |  |  |  |     |     |  |  |  |  | Punti | Pos. |
| ---- | -------------------------------------------------- | ------------- |  |  |  |  |  | --- | --- |  |  |  |  | ----- | ---- |
| 1955 | Owen Racing Organisation Officine Alfieri Maserati | Maserati 250F |  |  |  |  |  | Rit | Rit |  |  |  |  | 0     |      |

| 1956 | Scuderia         | Vettura                   |     |   |  |   |   |   |     |   |  |  |  | Punti | Pos. |
| ---- | ---------------- | ------------------------- | --- | - |  | - | - | - | --- | - |  |  |  | ----- | ---- |
| 1956 | Scuderia Ferrari | Ferrari 555 e Ferrari D50 | Rit | 2 |  | 1 | 1 | 2 | Rit | 2 |  |  |  | 25    | 3º   |

| 1957 | Scuderia         | Vettura     |   |     |  |   |   |   |  |     |  |  |  | Punti | Pos. |
| ---- | ---------------- | ----------- | - | --- |  | - | - | - |  | --- |  |  |  | ----- | ---- |
| 1957 | Scuderia Ferrari | Ferrari 801 | 6 | Rit |  | 3 | 4 | 3 |  | Rit |  |  |  | 8     | 9º   |

| 1958 | Scuderia         | Vettura        |     |   |     |  |     |   |   |      |  |  |  | Punti | Pos. |
| ---- | ---------------- | -------------- | --- | - | --- |  | --- | - | - | ---- |  |  |  | ----- | ---- |
| 1958 | Scuderia Ferrari | Ferrari 246 F1 | Rit | 3 | Rit |  | Rit | 5 | 1 | Rit† |  |  |  | 14    | 5º   |

| Legenda | 1º posto     | 2º posto | 3º posto    | A punti         | Senza punti/Non class.  | Grassetto – Pole position Corsivo – Giro più veloce |
| Legenda | Squalificato | Ritirato | Non partito | Non qualificato | Solo prove/Terzo pilota | Grassetto – Pole position Corsivo – Giro più veloce |

### Risultati nel Campionato mondiale vetture sport
| 1953 | Scuderia             | Vettura                                                              | Stati Uniti (bandiera) | Italia (bandiera)      | Francia (bandiera) | Belgio (bandiera)         | Germania Ovest (bandiera) | Regno Unito (bandiera) | Messico (bandiera)   |
| ---- | -------------------- | -------------------------------------------------------------------- | ---------------------- | ---------------------- | ------------------ | ------------------------- | ------------------------- | ---------------------- | -------------------- |
| 1953 | Aston Martin         | Aston Martin DB3 Aston Martin DB3S                                   | Rit                    |                        | Rit                |                           |                           | 1                      |                      |
| 1953 | Aston Martin Lagonda | Aston Martin DB3                                                     |                        | 16                     |                    |                           |                           |                        |                      |
| 1954 | Scuderia             | Vettura                                                              | Argentina (bandiera)   | Stati Uniti (bandiera) | Italia (bandiera)  | Francia (bandiera)        | Regno Unito (bandiera)    | Messico (bandiera)     |                      |
| 1954 | David Brown          | Aston Martin DB3S                                                    | 3                      |                        | Rit                | Rit                       | Rit                       |                        |                      |
| 1954 | Aston Martin         | Aston Martin DB3S                                                    |                        | Rit                    |                    |                           |                           |                        |                      |
| 1955 | Scuderia             | Vettura                                                              | Argentina (bandiera)   | Stati Uniti (bandiera) | Italia (bandiera)  | Francia (bandiera)        | Regno Unito (bandiera)    | Italia (bandiera)      |                      |
| 1955 | Aston Martin         | Aston Martin DB3S                                                    |                        |                        | Rit                | 2                         | Rit                       |                        |                      |
| 1955 | Daimler-Benz AG      | Mercedes-Benz 300 SLR                                                |                        |                        |                    |                           |                           | 1                      |                      |
| 1956 | Scuderia             | Vettura                                                              | Argentina (bandiera)   | Stati Uniti (bandiera) | Italia (bandiera)  | Germania Ovest (bandiera) | Svezia (bandiera)         |                        |                      |
| 1956 | Scuderia Ferrari     | Ferrari 410 Sport Scaglietti Spyder Ferrari 860 Monza Ferrari 290 MM | Rit                    |                        | 2                  |                           | 2                         |                        |                      |
| 1956 | David Brown          | Aston Martin DB3S                                                    |                        | Rit                    |                    | 5                         |                           |                        |                      |
| 1957 | Scuderia             | Vettura                                                              | Argentina (bandiera)   | Stati Uniti (bandiera) | Italia (bandiera)  | Germania Ovest (bandiera) | Francia (bandiera)        | Svezia (bandiera)      | Venezuela (bandiera) |
| 1957 | Scuderia Ferrari     | Ferrari 290 MM Ferrari 315 S Ferrari 335 S Ferrari 335 MM            | 3                      | 6                      | Rit                | 2                         | Rit                       | 2                      | 1                    |
| 1958 | Scuderia             | Vettura                                                              | Argentina (bandiera)   | Stati Uniti (bandiera) | Italia (bandiera)  | Germania Ovest (bandiera) | Francia (bandiera)        | Regno Unito (bandiera) |                      |
| 1958 | Scuderia Ferrari     | Ferrari 250 TR58                                                     | 1                      | 1                      | 4                  | 2                         | Rit                       |                        |                      |

### Risultati nella 12 Ore di Sebring
| Anno    | Scuderia     | Costruttore  | Vettura           | Numero | Categoria | Classe | Co-Pilota                   | Giri | Risultato di classe | Risultato assoluto |
| ------- | ------------ | ------------ | ----------------- | ------ | --------- | ------ | --------------------------- | ---- | ------------------- | ------------------ |
| 1953    | Aston Martin | Aston Martin | Aston Martin DB3  | 31     | Sport     | S 3.0  | Geoffrey Ernest Duke        | 52   | Rit                 | Rit                |
| 1954    | Aston Martin | Aston Martin | Aston Martin DB3S | 24     | Sport     | S 3.0  | Pat Griffith                | 26   | Rit                 | Rit                |
| 1956    | David Brown  | Aston Martin | Aston Martin DB3S | 26     | Sport     | S 3.0  | Stirling Craufurd Moss      | 51   | Rit                 | Rit                |
| 1957    | Ferrari      | Ferrari      | Ferrari 315 Sport | 11     | Sport     | S 5.0  | Maurice Trintignant         | 187  | 6°                  | 6°                 |
| 1958    | Ferrari      | Ferrari      | Ferrari 250 TR58  | 14     | Sport     | S 3.0  | Philip Toll "Phil" Hill Jr. | 200  | 1°                  | 1°                 |
| Legenda |              |              |                   |        |           |        |                             |      |                     |                    |

### Risultati nella 24 Ore di Le Mans
| Anno | Classe | N° | Gomme | Vettura                                      | Squadra      | Co-piloti                           | Giri | Pos. Assol. | Pos. di Classe |
| ---- | ------ | -- | ----- | -------------------------------------------- | ------------ | ----------------------------------- | ---- | ----------- | -------------- |
| 1952 | S 3.0  | 25 | D     | Aston Martin DB3 Spyder Aston Martin 2.6L I6 | Aston Martin | Francis M. Lancelot "Lance" Macklin | -    | DNF         | DNF            |
| 1953 | S 3.0  | 25 | A     | Aston Martin DB3S Aston Martin 2.9L I6       | Aston Martin | Reginald "Reg" Parnell              | 16   | DNF         | DNF            |
| 1954 | S 3.0  | 20 | A     | Aston Martin DB3S Coupé Aston Martin 2.9L I6 | David Brown  | Prince Bira                         | 138  | DNF         | DNF            |
| 1955 | S 3.0  | 23 | A     | Aston Martin DB3S Aston Martin 2.9L I6       | Aston Martin | Paul Frère                          | 302  | 2º          | 1º             |
| 1956 | S 3.0  | 8  | A     | Aston Martin DB3S Aston Martin 2.9L I6       | Aston Martin | Stirling Craufurd Moss              | 299  | 2º          | 1º             |
| 1957 | S 5.0  | 6  | E     | Ferrari 335 MM Ferrari 3.0L V12              | Ferrari      | Philip Toll "Phil" Hill Jr.         | 2    | DNF         | DNF            |
| 1958 | S 3.0  | 12 | E     | Ferrari 250 TR58 Ferrari 3.0L V12            | Ferrari      | John Michael "Mike" Hawthorn        | 112  | DNF         | DNF            |

### Risultati ai 1000km del Nürburgring
| Anno    | Scuderia    | Costruttore  | Vettura           | Numero | Categoria | Classe | Co-Pilota                              | Giri | Risultato di classe | Risultato assoluto |
| ------- | ----------- | ------------ | ----------------- | ------ | --------- | ------ | -------------------------------------- | ---- | ------------------- | ------------------ |
| 1956    | David Brown | Aston Martin | Aston Martin DB3S | 9      | Sport     | S +2.0 | Charles Anthony Standish "Tony" Brooks | 43   | 4°                  | 5°                 |
| 1957    | Ferrari     | Ferrari      | Ferrari 335 S     | 5      | Sport     | S +2.0 | Olivier Gendebien                      | 44   | 2°                  | 2°                 |
| 1958    | Ferrari     | Ferrari      | Ferrari 250 TR58  | 4      | Sport     | S 3.0  | John Michael "Mike" Hawthorn           | 44   | 2°                  | 2°                 |
| Legenda |             |              |                   |        |           |        |                                        |      |                     |                    |

### Risultati nella Targa Florio
| Anno    | Scuderia        | Costruttore   | Vettura               | Numero | Categoria | Classe | Co-Pilota                   | Giri | Risultato di classe | Risultato assoluto |
| ------- | --------------- | ------------- | --------------------- | ------ | --------- | ------ | --------------------------- | ---- | ------------------- | ------------------ |
| 1955    | Daimler-Benz AG | Mercedes-Benz | Mercedes-Benz 300 SLR | 104    | Sport     | S +2.0 | Stirling Craufurd Moss      | 13   | 1°                  | 1°                 |
| 1958    | Ferrari         | Ferrari       | Ferrari 250 TR58      | 98     | Sport     | S 3.0  | Philip Toll "Phil" Hill Jr. | 14   | 3°                  | 4°                 |
| Legenda |                 |               |                       |        |           |        |                             |      |                     |                    |

### Risultati nella Mille Miglia
| Anno    | Scuderia             | Costruttore  | Vettura           | Numero | Categoria | Classe | Co-pilota         | Risultato di classe | Risultato assoluto |
| ------- | -------------------- | ------------ | ----------------- | ------ | --------- | ------ | ----------------- | ------------------- | ------------------ |
| 1953    | Aston Martin Lagonda | Aston Martin | Aston Martin DB3  | 552    | Sport     | S +2.0 | Mike Keen         | 10°                 | 16°                |
| 1954    | David Brown          | Aston Martin | Aston Martin DB3S | 609    | Sport     | S +2.0 | Pat Griffith      | Rit                 | Rit                |
| 1955    | Aston Martin         | Aston Martin | Aston Martin DB3S | 702    | Sport     | S +2.0 |                   | Rit                 | Rit                |
| 1956    | Ferrari              | Ferrari      | Ferrari 860 Monza | 551    | Sport     | S +2.0 | Louis Klemantaski | 2°                  | 2°                 |
| 1957    | Ferrari              | Ferrari      | Ferrari 335 Sport | 534    | Sport     | S +2.0 | Louis Klemantaski | Rit                 | Rit                |
| Legenda |                      |              |                   |        |           |        |                   |                     |                    |